# Калнціємс
Ка́лнціємс (латис. Kalnciems вимоваⓘ) — селище в Латвії, у Єлгавському краї в регіоні Земгале. Місто і прилеглі поля розташувалися уздовж лівого берега річки Лієлупе вздовж 12 км. У 1991–2010 роках мав статус міста.

## Назва
- Калнціємс (латис. Kalnciems)
- Кальнцеем (нім. Kalnzeem)

## Історія
Калнціємс як населений пункт почав створюватися в кінці XIX століття, з одночасним розвитком цегляної промисловості. Приблизно у 1880 році підприємець Нестеров заснував завод, що пізніше отримав назву «Purmali». З 1934 по 1940 рр. поряд з селищем знаходилася Калнціємська каторга. Каторжники працювали в кар'єрах місцевої каменоломні. У селищі працює Калнціємський комбінат будівельних матеріалів. У 1949 році Калнціємсу дали права селища міського типу. Поточний статус міста був визначений Президією Латвійської Республіки 14 листопада 1991 року. 28 січня 2010 року, реорганізувавши місто з сільською територією в Калнціємську волость, Калнціємс втратив статус міста.

## Населення
У 2020 році налічувалося 1 727 жителів. На 2000 рік росіяни становили 46,8% жителів, латиші — 39,8%, білоруси — 5,8%, поляки — 2,9%, українці — 2,3%, литовці — 1,1%.

## Персоналії

### Уродженці
- Ернст-Йоганн фон Бірон — курляндський герцог. Народився в маєтку Калнциемс 5 км від нинішнього селища.

## Галерея

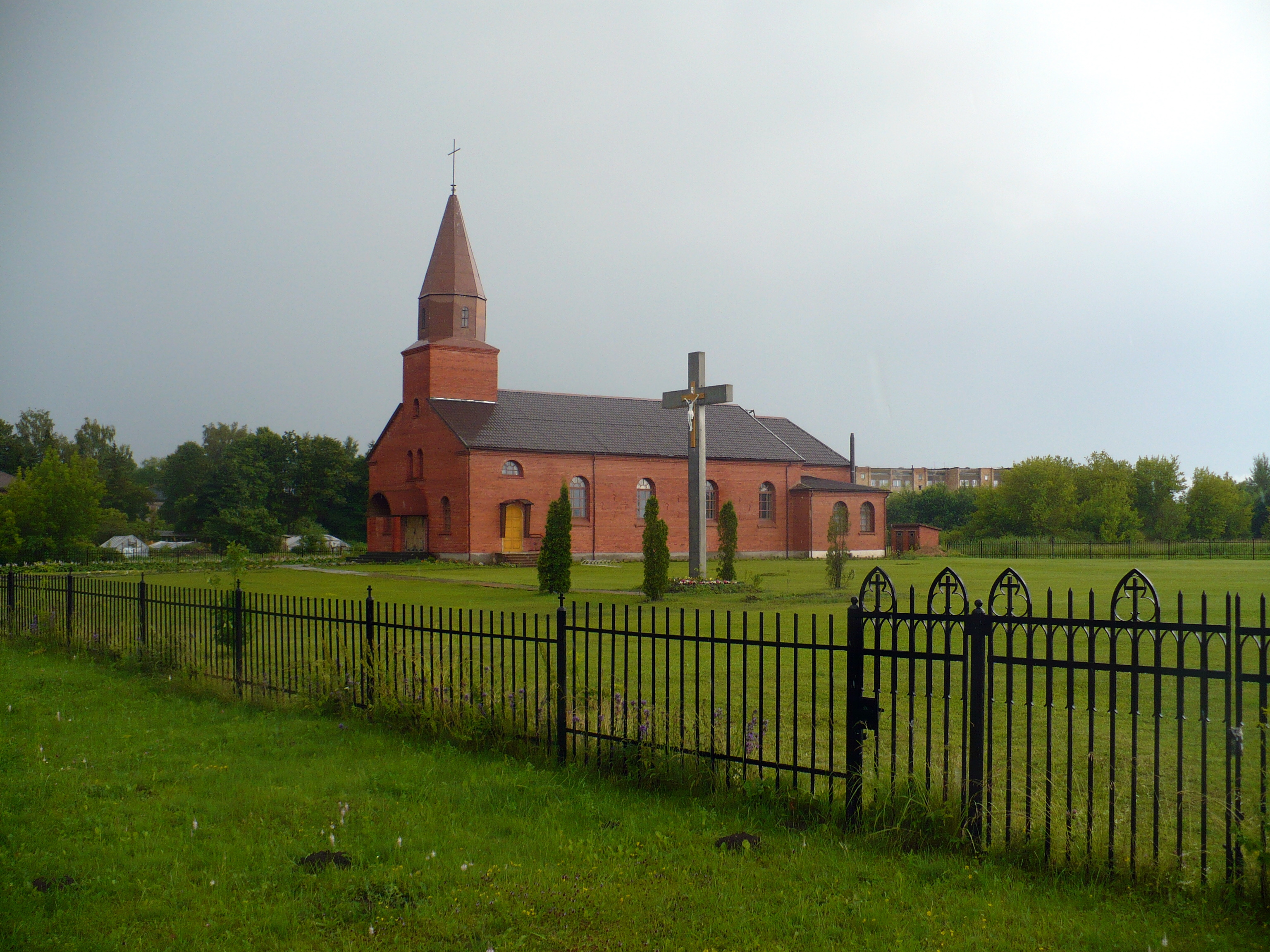
Церква
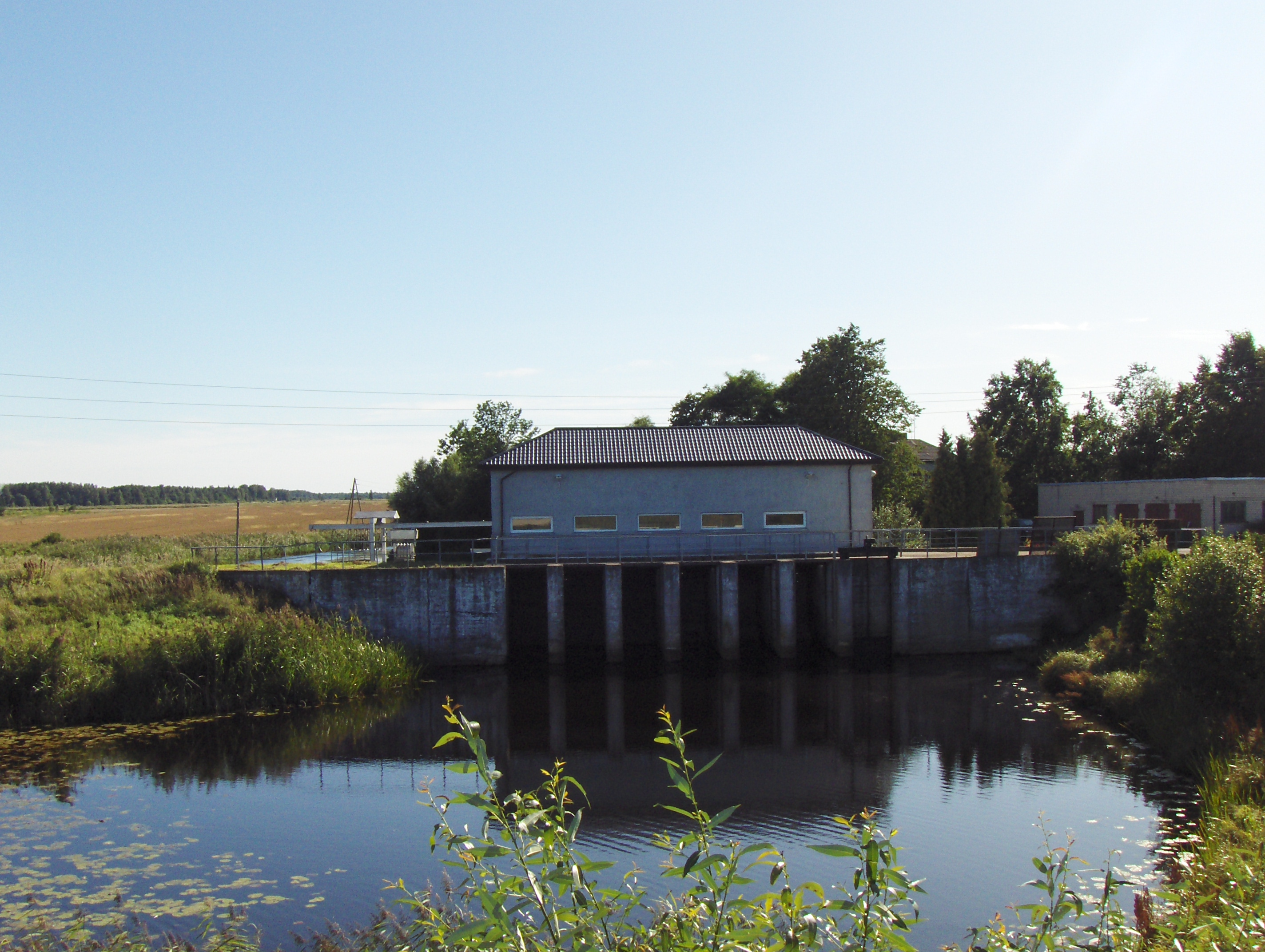
Мала ГЕС
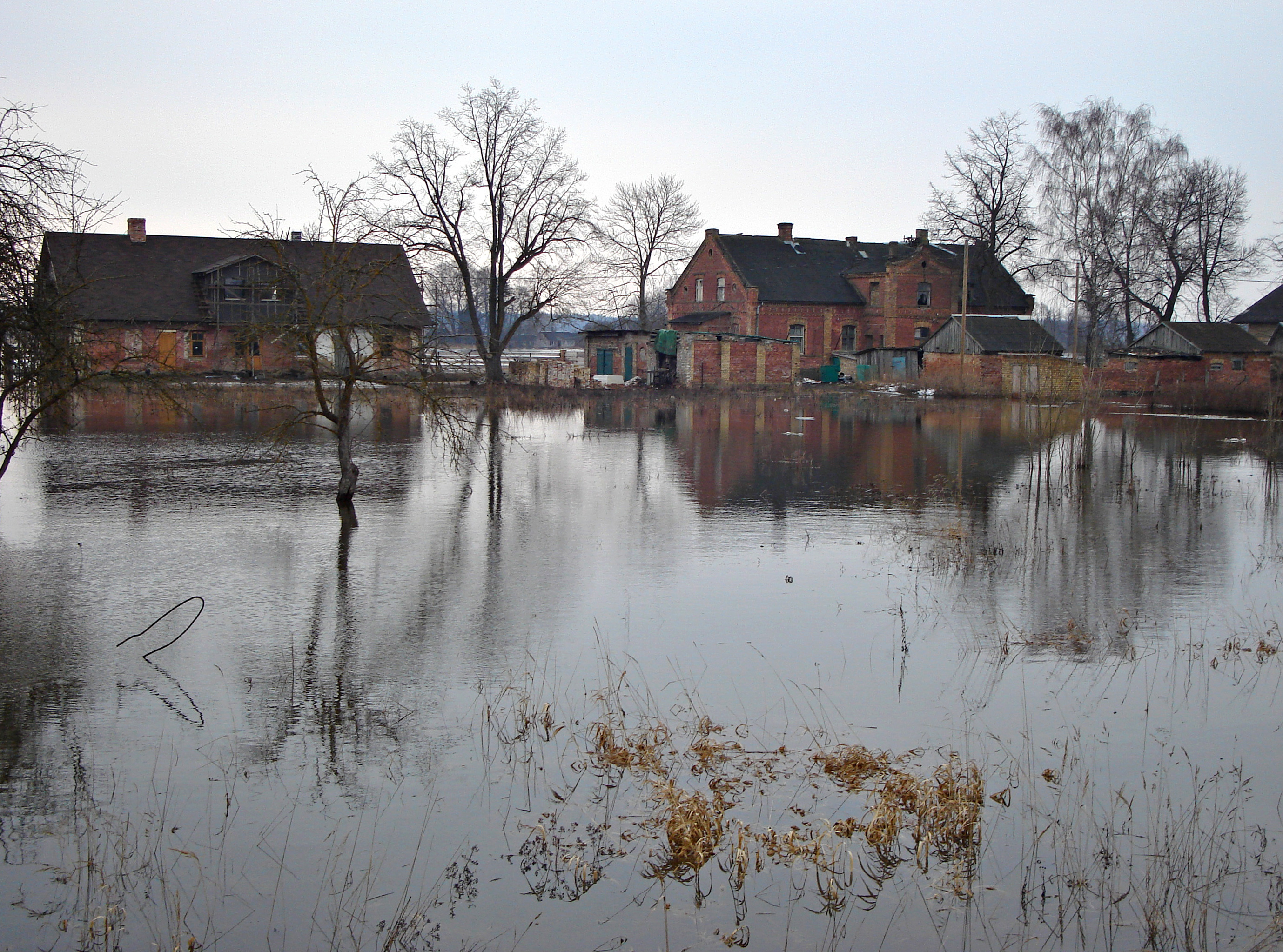
Повінь (2010)
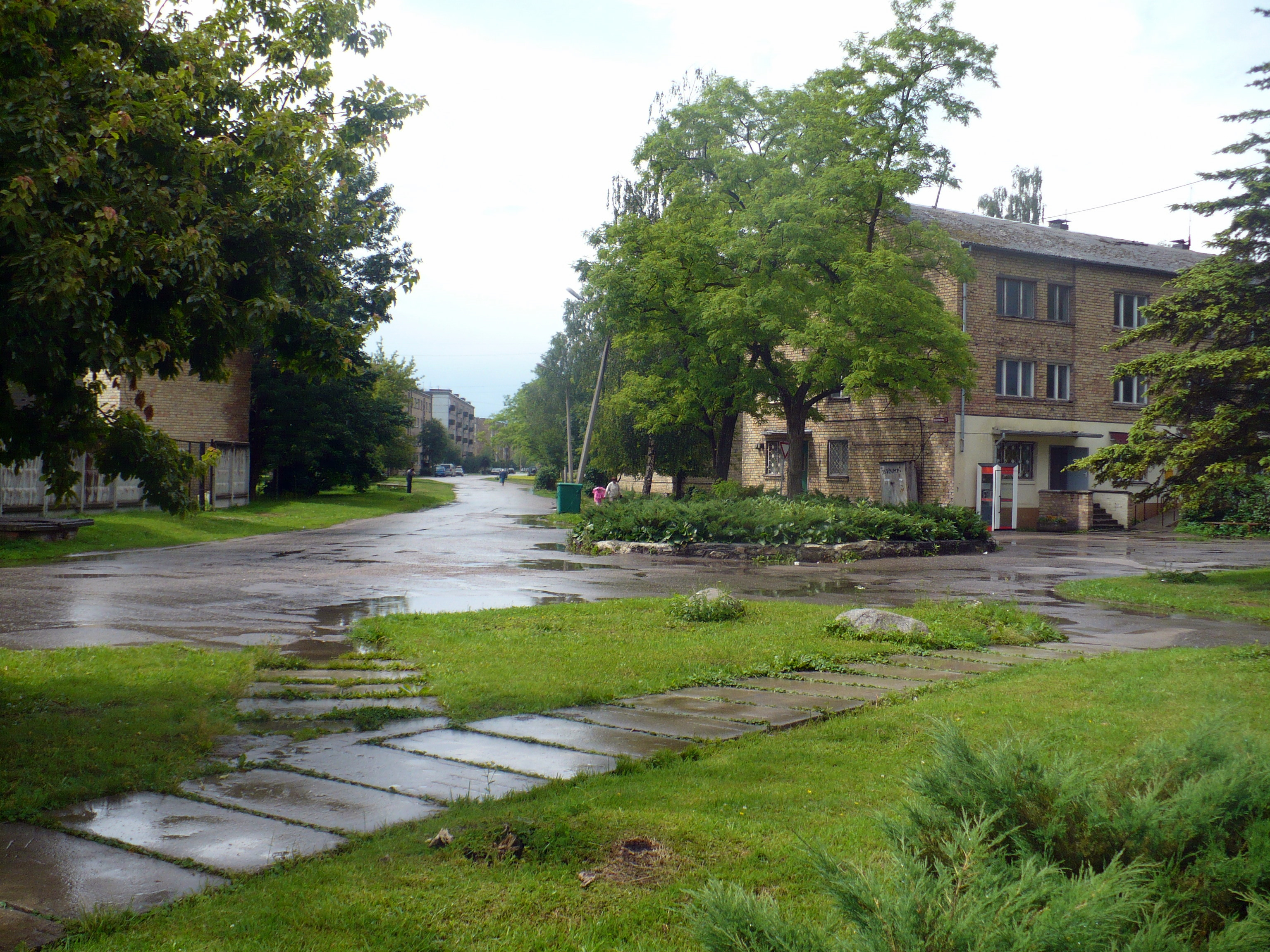
У центрі